# Philautus gryllus
Philautus gryllus är en groddjursart som beskrevs av Smith 1924. Philautus gryllus ingår i släktet Philautus och familjen trädgrodor. Inga underarter finns listade i Catalogue of Life.